# Владан Маринковић (лекар)
Владан Маринковић (Лесковац, 1961) српски је лекар.

## Биографија
За начелника Неуропсихијатријске службе постављен је 2004. године. Основну школу и гимназију завршио је у Лесковцу, а Медицински факултет у Београду 1980. године.
По завршеном факултету одмах је почео да ради у Неуропсихијатријској служби. Специјалистички испит из Неуропсихијатрије положио је 1994. године у Београду. Едукован је за бављење Неурофизиологијом и ЕМГ. Такође се бави и демијелизационим болестима, пре свега мултипном склерозом. У вези са тим 1997. гоидине био је на Светском конгресу у Истанбулу.
Први је у Србији увео у терапији мултипле склерозе бетаферон. Прати све новине у ЕМС неурологији и уводи све што је ново и савремено у лечење неуролошких обољења. Активан је у раду Подружнице СЛД у Лесковцу и Секције за неурологију. Учесник је на свим неуролошким конгресима. Начелник је неуропсихијатријске службе од октобра 2004. године. Активно ради на реорганизацији службе. У том смислу сачињен је и усвојен пројекат за формирање две службе неуролошке и психијатријске од постојеће неуропсихијатријске службе.